# Wadi Allaqi
Wadi Allaqi, (in arabo وادي العلاقي‎?) traslitterato anche come Wadi Allaqui o Wadi Alalaqi, è uno uadi (o wadi), cioè un fiume prosciugato, dell'Egitto. Comincia in Sudan, sotto il Triangolo di Hala'ib e la sua foce è a sud di Assuan, sulla riva orientale del lago Nasser.
Il Wadi Allaqi è il maggior fiume prosciugato della parte sud-orientale del deserto orientale dell'Egitto, coprendo l'area che va dalle colline lingua il mar Rosso fino alla valle del Nilo. Con una lunghezza di 250 km, questo wadi è usato dai nomadi Begia che vivono nell'area (circa 1.000 membri delle tribù Ababda e Bisharyn nel 2003) per il pascolo del bestiame, per produrre il carbone vegetale come combustibile, per coltivare piante medicinali, per estrarre rame e nichel e per la produzione agricola su piccola scala. Al 1989 l'area è stata una riserva naturale amministrata dalla Egyptian Environmental Affairs Agency (Agenzia Egiziana per le Questioni Ambientali, dipendente dal ministero dell'Ambiente). È stata dichiarata una riserva della biosfera dall'UNESCO nel 1993.